# Vere Thomas Goold
Vere Thomas "St. Leger" Goold (* 2. Oktober 1853 in Waterford, Irland; † 8. September 1909 auf der Teufelsinsel, Französisch-Guayana) war ein irischer Tennisspieler und erster Sieger bei den Irischen Meisterschaften, der später wegen Mordes verurteilt wurde.

## Leben
Der aus adligem Hause stammende Goold gewann 1879 die erste Auflage der irischen Tennismeisterschaften in Dublin. Im selben Jahr nahm er an den Wimbledon Championships teil, unterlag allerdings im Finale dem Pastor John Hartley. 1883 beendete er seine Tenniskarriere und bekam Alkohol- und Drogenprobleme.
1891 heiratete er die Französin Marie Giraudin, mit der er im Londoner West End eine möblierte Villa bezog. Aufgrund eines extravaganten Lebensstils geriet das Paar Anfang 1902 in finanzielle Schwierigkeiten. Als der Vermieter die Goolds wegen ausstehender Mietzahlungen zur Rede stellen wollte, verkauften sie  die Möbel und flohen ins kanadische Montreal. Während Marie dort eine Schneiderei eröffnete, kehrte Vere nach England zurück und gründete in Liverpool eine Wäscherei-Kette.

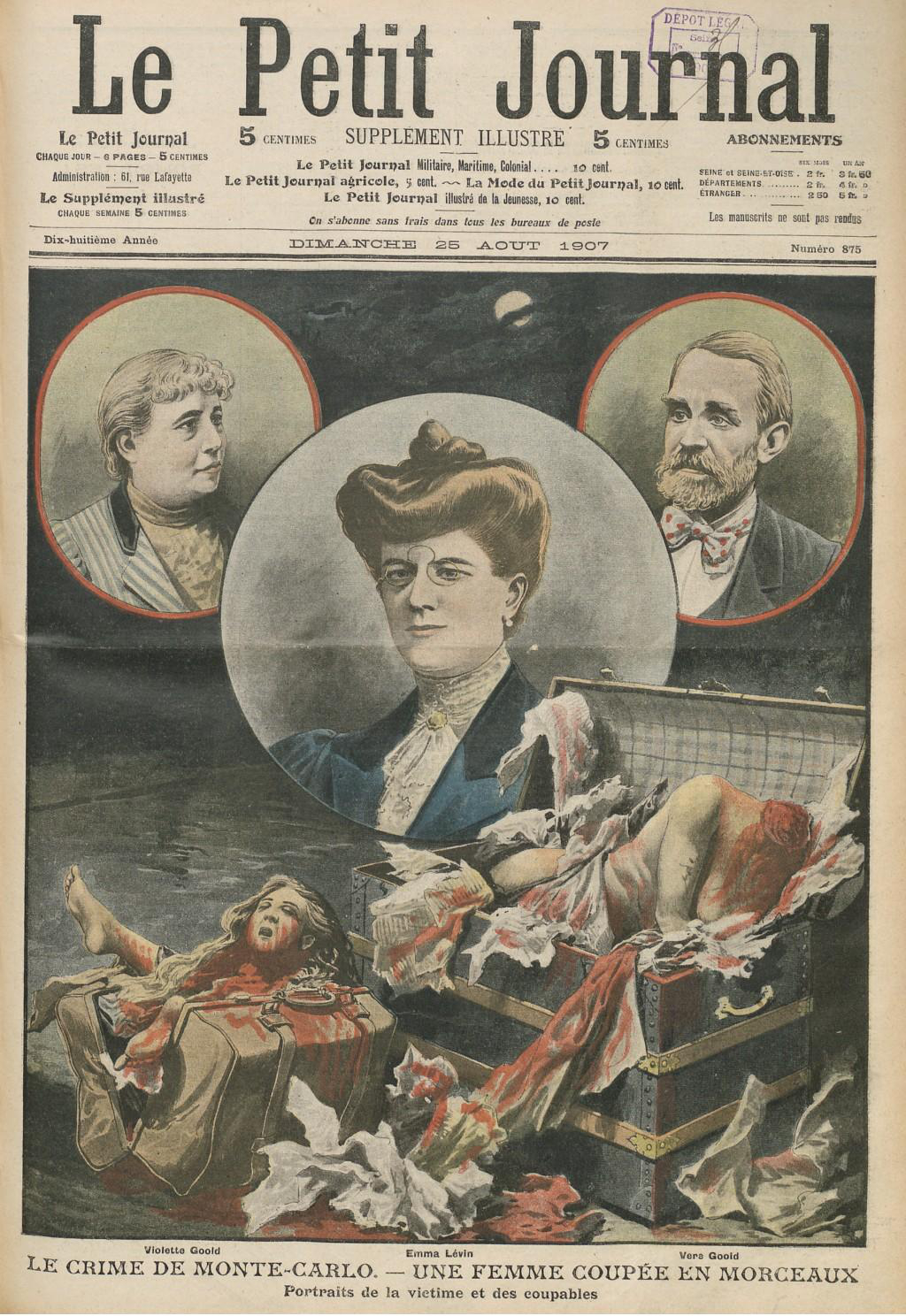
Titelseite der Zeitschrift "Le Petit Journal" vom 25. August 1907 über den Mordfall

Anfang 1907 begab sich das Paar, zusammen mit Maries Nichte Isabelle, nach Monte Carlo. In der Annahme, ein sicheres Spielsystem zu besitzen, verspielten sie jedoch bald ihr Geld in den dortigen Casinos und liehen sich 1.000 Franc und mehrere Schmuckstücke von der dänischen Witwe Emma Liven. Als diese die Goolds am 4. August 1907 in deren Hotel aufsuchte und das Geld zurückforderte, wurde sie von Vere und Marie erschlagen. Die beiden flohen anschließend nach Marseille, nachdem sie die Leiche in einen Koffer verstaut hatten. Sie planten eine Flucht weiter nach London, allerdings wurde ein Gepäckträger am Bahnhof auf den aus dem Koffer strömenden Geruch aufmerksam. Er verständigte die Polizei, die die Leiche entdeckte und kurz darauf Vere und Marie festnahm. Ein Gericht verurteilte das Paar im Dezember 1907 wegen gemeinschaftlichen Mordes.
Vere Goold wurde zur lebenslangen Haft auf die Teufelsinsel verbannt, auf der er 1909 Selbstmord beging. Seine Frau, deren Todesurteil einen Monat nach der Gerichtsverhandlung in eine lebenslange Haftstrafe umgewandelt worden war, starb 1914 im Gefängnis an Typhus.